# Côte 12 HP
Der Côte 12 HP war ein Pkw-Modell von 1912. Hersteller war die Société Côte aus Pantin in Frankreich.

## Beschreibung

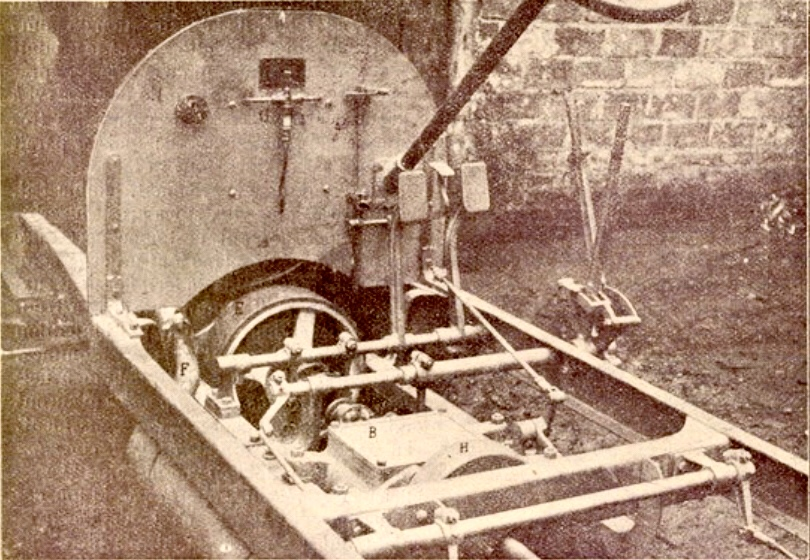
Côte 12 HP – Schwungrad, Getriebe und Bremstrommel um 1912

Der Wagen hat einen Vierzylinder-Zweitaktmotor mit einem Hubraum von 1128 cm³, 65 mm Bohrung und 85 mm Hub. Der Vergaser stammte von Claudel. Das Getriebe hat drei Gänge. 
Wie viele Fahrzeuge aus dieser Zeit hat der Côte 12 HP einen Frontmotor, eine Kardanwelle und Hinterradantrieb. Die Kupplung war eine mit Leder belegte Kegelkonuskupplung. In dieser Ära war die Rechtslenkung noch weit verbreitet, so auch beim Côte 12 HP. Eine Bremse wirkte auf eine Bremstrommel direkt hinter dem Getriebe vor der Kardanwelle. Der Radstand betrug 2700 mm und die Spurweite 1250 mm. Die Reifen hatten eine Größe von 710 × 90. 
Der Preis für das Chassis lag bei 6500 Francs.
Der Aufbau dieses Fahrzeugs bestand aus einer Torpedo-Karosserie.
Der Betrieb des Herstellers wurde 1913 eingestellt, sodass es kein Nachfolgefahrzeug des Côte 12 HP gab.